# یوسوکه کاتو
یوسوکه کاتو (انگلیسی: Yusuke Kato؛ زادهٔ ۱۳ فوریهٔ ۱۹۸۶) بازیکن فوتبال اهل ژاپن است.
از باشگاه‌هایی که در آن بازی کرده‌است می‌توان به باشگاه فوتبال ساموت سونگخرام، باشگاه فوتبال اتلتیکو هوراکان، و باشگاه فوتبال دمپو اشاره کرد.